# Sander Morrien

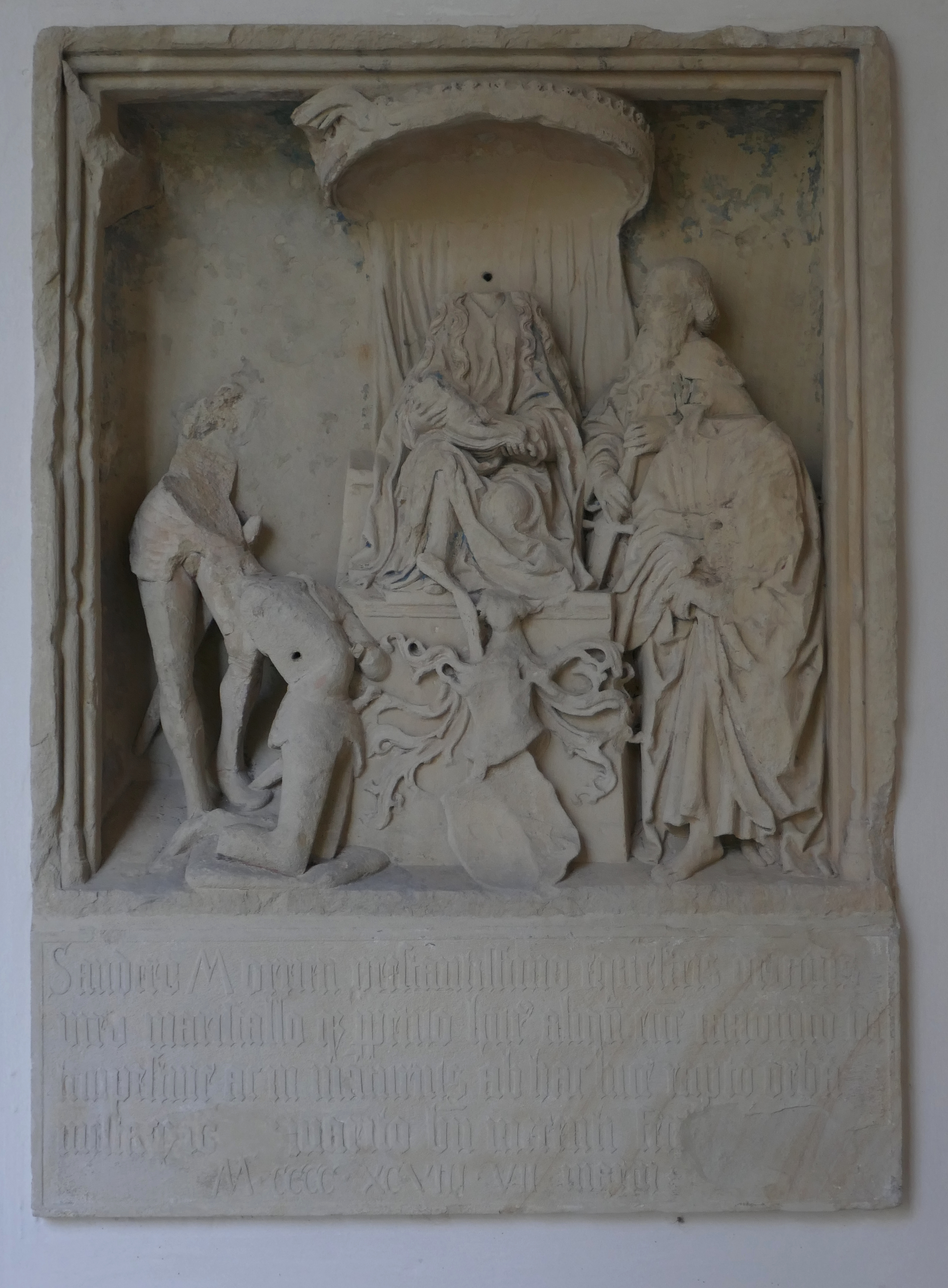
Epitaph

Sander Morrien (auch als Alexander bekannt) (* im 15. Jahrhundert; † 7. März 1498) war Erbmarschall im Hochstift Münster und Domherr in Münster.

## Leben

### Herkunft und Familie
Sander Morrien entstammte dem westfälischen Adelsgeschlecht Morrien, das im Mittelalter und in der frühen Neuzeit eine der führenden Familien im Ritterstand war und von 1350 bis 1691 das Amt des Erbmarschalls im Hochstift Münster innehatte. Er war der Sohn des Erbmarschalls Gerhard Morrien und dessen Gemahlin Margarethe von Borghorst zu Horstmar. Seine Brüder waren Dietrich (Domherr in Münster), Bernhard (Pastor in Olfen) und Gerd (Kellner in Cappenberg). Seine Schwester Margarethe war Kanonisse in St. Aegidii Münster und Richmod war mit Heidenreich Droste zu Vischering verheiratet.

### Wirken
Am 19. April 1465 erhielt Sander von Papst Paul II. eine Zusage auf die Dompräbende des verstorbenen Domherrn Bernhard Voets, in deren Besitz er am 4. Juli 1465 kam. Am 6. April 1479 erhielt er die Vikarie zu Lüdinghausen. Nach dem Tod seines Bruders Dietrich im Jahre 1482 wurde er Erbmarschall zu Nordkirchen. In dieser Funktion führte er den Vorsitz im Landtag. Bei Streitigkeiten zwischen dem Bischof und seinen Vasallen war er Schiedsrichter in Lehnsangelegenheiten. Nach einer Bischofswahl nahm er die Landesprivilegien des Neuerwählten in Empfang und war Präses der Ritterschaft im Bistum und führte die Schlüssel zum Ritterschaftsarchiv.
1487 verzichtete er und heiratete Frederun von Lüdinghausen. Aus der Ehe gingen die Kinder Gerhard (sein Nachfolger als Erbmarschall), Dietrich (Besitzer der Güter seiner Großmutter Margarete in Horstmar, Begründer der Linie in Horstmar und Rheine) und der spätere Dompropst Alexander hervor. Nach Sanders Tod setzte Frederun im Dom zu Münster zu seinen Ehren ein Epitaph.